# 에너지 선생
"에너지 선생"은 한국에서 제작된 석래명 감독의 1978년 영화이다. 김순철 등이 주연으로 출연하였고 서병직 등이 제작에 참여하였다.

## 출연

### 주연
- 김순철
- 이승현
- 강주희

## 기타
- 원작자: 조흔파
- 조명: 최의정
- 녹음: 유창국
- 미술: 조경환